# Xã Freeport, Quận Greene, Pennsylvania
Xã Freeport (tiếng Anh: Freeport Township) là một xã thuộc quận Greene, tiểu bang Pennsylvania, Hoa Kỳ. Năm 2010, dân số của xã này là 310 người.